# فضای احتمال
در نظریهٔ احتمال، فضای احتمال یا احتمال سه‌گانه {\displaystyle (\Omega ,{\mathcal {F}},P)}، ساختار ریاضی‌ای است که یک مدل رسمی از یک فرایند تصادفی یا «آزمایش» را ارائه می‌کند. به عنوان مثال، می‌توانیم فضای احتمالی را تعریف کنیم که پرتاب یک تاس را مدل می‌کند.
یک فضای احتمال از سه عنصر تشکیل شده است:
1. فضای نمونه یا {\displaystyle \Omega } که مجموعه‌ای از تمام نتایج ممکن است.
2. فضای پیشامد یا فضای رویداد که مجموعه‌ای از پیشامدها یا {\displaystyle {\mathcal {F}}} است. یک پیشامد مجموعه‌ای از نتایج در فضای نمونه است.
3. تابع احتمال یا {\displaystyle P} که به هر پیشامد در فضای رویداد یک احتمال اختصاص می‌دهد و عددی بین ۰ و ۱ است.

به منظور ارائهٔ یک مدل معقول از احتمالات، این عناصر باید بعضی از اصولی که در این مقاله به تفصیل شرح داده شده است را برآورده کنند.
در مثال پرتاب یک تاس استاندارد، فضای نمونهٔ {\displaystyle \{1,2,3,4,5,6\}} را در نظر می‌گیریم. برای فضای رویداد، ما به سادگی می‌توانیم از مجموعهٔ تمام زیرمجموعه‌های فضای نمونه استفاده کنیم که شامل رویدادهای ساده‌ای مانند {\displaystyle \{5\}} (تاس عدد ۵ آمده است) و همچنین رویدادهای پیچیده‌ای مانند {\displaystyle \{2,4,6\}} (تاس عددی زوج آمده است) است. در نهایت برای تابع احتمال، ما هر رویداد را به تعداد پیشامدهای آن رویداد تقسیم می‌کنیم. در مثال ما تعداد پیشامدها ۶ عدد می‌باشد پس {\displaystyle \{5\}} به {\displaystyle 1/6} و {\displaystyle \{2,4,6\}} به {\displaystyle 3/6=1/2} نظیر می‌شود.
هنگامی که یک آزمایش انجام می‌شود، تصوّر می‌کنیم که «طبیعت» یک نتیجهٔ یکسان {\displaystyle \omega } را از فضای نمونهٔ {\displaystyle \Omega } «انتخاب» می‌کند. به همهٔ پیشامدهایی که در فضای پیشامد{\displaystyle {\mathcal {F}}} (که فضای پیشامد حاوی نتیجهٔ انتخاب شدهٔ {\displaystyle \omega } است) هستند گفته می‌شود که «روی داده‌اند». این «انتخاب» به این صورت اتّفاق می‌افتد که اگر آزمایش بارها تکرار می‌شد، تعداد وقوع هر رویداد، به عنوان کسری از تعداد کلّ آزمایش‌ها، به احتمال زیاد به سمت احتمالی که توسّط تابع احتمال {\displaystyle P} به آن رویداد اختصاص داده می‌شود، میل می‌کند.
آندری کولموگروف، ریاضی‌دان روسی، مفهوم فضای احتمال را همراه با دیگر اصول احتمال در دههٔ ۱۹۳۰ معرّفی کرد. در نظریهٔ احتمال مدرن، تعدادی رویکرد جایگزین برای بدیهی‌سازی وجود دارد. برای مثال جبر متغیّرهای تصادفی.

## معرّفی

فضای احتمال برای پرتاب یک تاس دو بار متوالی: فضای نمونهٔ شامل تمام ۳۶ نتیجهٔ ممکن است. سه رویداد مختلف (چند ضلعی‌های رنگی) با احتمالات مربوط به آن‌ها نشان داده شده‌اند (با فرض توزیع یکنواخت گسسته).

فضای احتمال یک سه‌گانهٔ ریاضی {\displaystyle (\Omega ,{\mathcal {F}},P)} است که مدلی را برای کلاس خاصّی از موقعیّت‌های دنیای واقعی ارائه می‌دهد. مانند مدل‌های دیگر، در نهایت نویسندهٔ آن تعریف می‌کند که کدام عناصر {\displaystyle \Omega }، {\textstyle {\mathcal {F}}} و {\displaystyle P} شامل خواهند شد.
- فضای نمونه‌ی {\displaystyle \Omega } مجموعه‌ای از تمام نتایج ممکن است. یک نتیجه، حاصل اجرای یک‌بار مدل می‌باشد. نتایج ممکن است حالت‌های طبیعی، احتمالات، نتایج تجربی و موارد مشابه باشند. هر نمونه از وضعیّت دنیای واقعی (یا اجرای آزمایش) باید دقیقاً یک نتیجه ایجاد کند. اگر نتایج اجراهای متفاوت آزمایش در مواردی که مهم است، متفاوت باشد، آنگاه آن آزکایش‌ها نتایج متمایز هستند. اینکه کدام موارد مهم هستند به نوع تحلیلی که می‌خواهیم انجام دهیم بستگی دارد. این منجر به انتخاب‌های متفاوت از فضای نمونه می‌شود.
- جبر سیگمای {\textstyle {\mathcal {F}}} مجموعه‌ای از تمام پیشامدهایی است که می‌خواهیم در نظر بگیریم. این مجموعه ممکن است شامل هر یک از رویدادهای ابتدایی باشد یا باشد. در اینجا، یک «رویداد» مجموعه‌ای از صفر نتیجه یا تعداد نتایج بیشتر است؛ یعنی یک «رویداد» زیرمجموعه‌ای از فضای نمونه است. در طول یک آزمایش زمانی یک رویداد «اتفاق افتاده» است که نتیجهٔ آزمایش یکی از عناصر آن رویداد باشد. یک نتیجه ممکن است عضو تعداد زیادی از رویدادها باشد، پس این امکان وجود دارد که با یک نتیجه یکسان، چند رویداد اتّفاق افتاده باشد. به عنوان مثال، وقتی آزمایش شامل پرتاب دو تاس است، مجموعهٔ تمام نتایج با مجموع ۷ می‌تواند یک رویداد را تشکیل دهد و همین‌طور نتایج با مجموع فرد نیز می‌تواند رویداد دیگری باشد. اگر نتیجه، عدد ۲ به روی تاس اوّل و عدد ۵ به روی تاس دوم باشد، گفته می‌شود که هر دو رویداد «مجموع ۷» و «مجموع فرد» اتّفاق افتاده است.
- اندازه‌گیری احتمال {\displaystyle P} یک تابع است که احتمال یک رویداد را برمی‌گرداند. احتمال یک رویداد عددی حقیقی بین صفر (رویدادهای غیرممکن احتمال صفر دارند، اگرچه رویدادهای با احتمال صفر لزوماً غیرممکن نیستند) و یک (رویدادهایی که قریب به یقین اتفاق می‌افتند، تقریباً با اطمینان کامل) است. بدین ترتیب {\displaystyle P} یک تابع است به طوری که {\displaystyle P:{\mathcal {F}}\to [0,1]}. تابع اندازه‌گیری احتمال باید دو شرط ساده را برآورده کند: اول آنکه احتمال یک مجموعهٔ شمارا از رویدادهای دو به دو مجزّا باید برابر با مجموع قابل شمارش احتمال هر یک از آن رویدادها باشد. به عنوان مثال، احتمال مجموعهٔ مجزّای وقایع {\displaystyle {\text{Head}}} و {\displaystyle {\text{Tail}}} در آزمایش تصادفی پرتاب یک سکّه، {\displaystyle P({\text{Head}}\cup {\text{Tail}})}، برابر با مجموع احتمال برای {\displaystyle {\text{Head}}} و احتمال برای {\displaystyle {\text{Tail}}} می‌باشد، {\displaystyle P({\text{Head}})+P({\text{Tail}})}. دوم آنکه احتمال فضای نمونهٔ {\displaystyle \Omega } باید برابر با ۱ باشد (که نشان‌دهندهٔ آن است به هنگام اجرای مدل، برخی از نتایج باید رخ بدهد). در مثال قبلی احتمال مجموعه‌ای از نتایج {\displaystyle P(\{{\text{Head}},{\text{Tail}}\})} باید برابر با یک باشد، زیرا کاملاً مسلّم است که در یک پرتاب سکّه، نتیجه یا {\displaystyle {\text{Head}}} خواهد بود یا {\displaystyle {\text{Tail}}} (این مدل از هر امکان دیگری صرف نظر می‌کند).

هر زیرمجموعه‌ای از فضای نمونهٔ {\displaystyle \Omega } نباید لزوماً یک رویداد در نظر گرفته شود. برخی از زیرمجموعه‌ها به سادگی مورد بحث نیستند یا برخی دیگر را نمی‌توان «اندازه‌گیری» کرد. این موضوع در مورد پرتاب سکّه چندان واضح نیست. در مثالی دیگر، می‌توان طول پرتاب نیزه را در نظر گرفت. در این مثال پیشامدها معمولاً فواصلی بین ۶۰ تا ۶۵ متر یا چنین فواصلی هستند در حالی که پیشامدهای ما مجموعه‌هایی مانند اعداد گنگ بین ۶۰ تا ۶۵ متر نیستد.

## تعریف
به‌طور خلاصه، فضای احتمال، فضای اندازه‌گیری است به طوری که اندازهٔ آن برابر با یک می‌باشد.